# کلاسیک‌های هاروارد
کلاسیک‌های هاروارد یک برگزیدهٔ ادبی پنجاه‌جلدی به زبانِ انگلیسی از آثار ماندگارِ اغلب مغرب‌زمین و کمتر بقیهٔ دنیاست که در اوایلِ قرن بیستم میلادی به کوششِ چارلز ویلیام الیوت فراهم شد و در امریکا انتشار یافت.